# 1942 în artă
← 1939 în artă — 1940 în artă — 1941 în artă ——  1942 în artă  —— 1943 în artă — 1944 în artă — 1945 în artă →
1942 în artă implică o serie de evenimente:

## Premii

### Premii oriunde
- Premiul Archibald – Archibald Prize -
- Premiul Beck's Futures – Beck's Futures -
- Premiul Hugo Boss – Hugo Boss Prize –
- Premiul John Moores Painting - John Moores Painting Prize -
- Premiul Turner – Turner Prize –

## Filme
Informații suplimentare: 1942 în film

## Decese
- 1 ianuarie
- 19 ianuarie
- 31 ianuarie
- 6 februarie  —
- 10 martie —
- 3 septembrie —
- 10 septembrie —
- 3 noiembrie —
- 15 noiembrie –
- 12 decembrie

## Galerie (lucrări din 1942)

Lucrări reprezentative
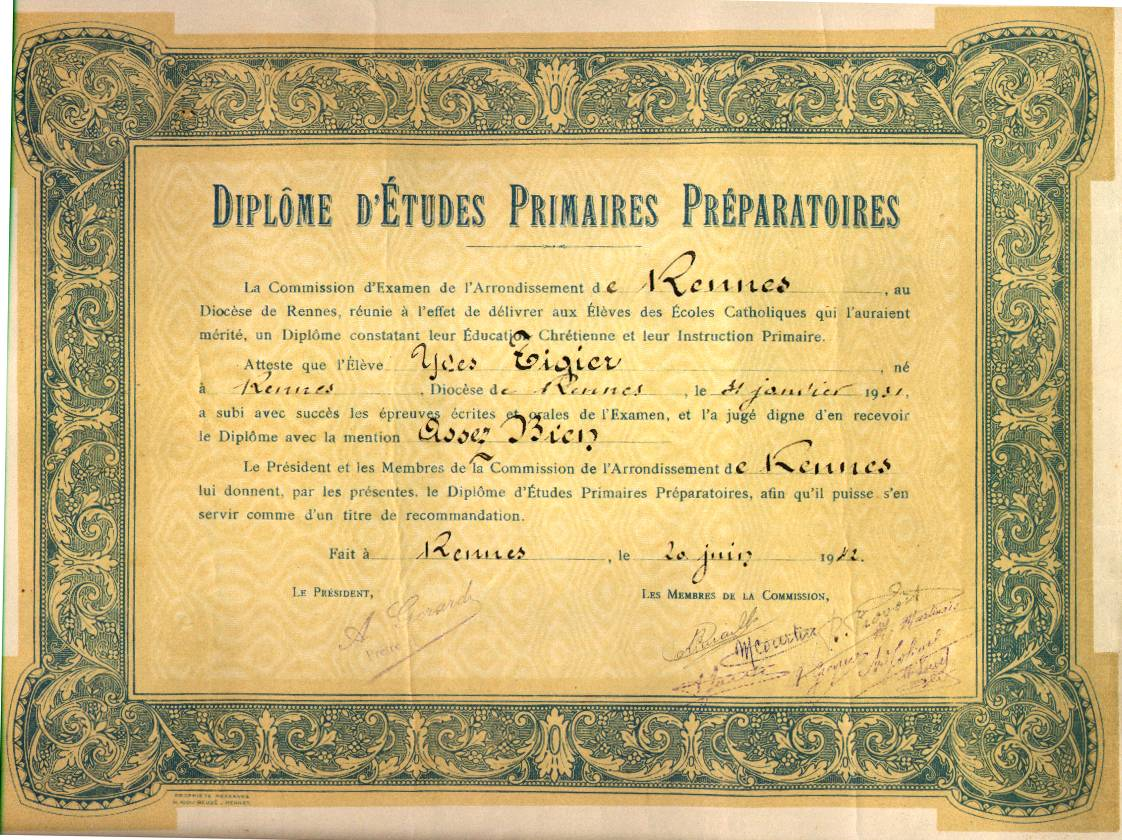
1942 – Diplomă de studii primare preparatorii (în franceză Diplome d'etudes primaires preparatoires) - anul 1942 - Rennes, Franța
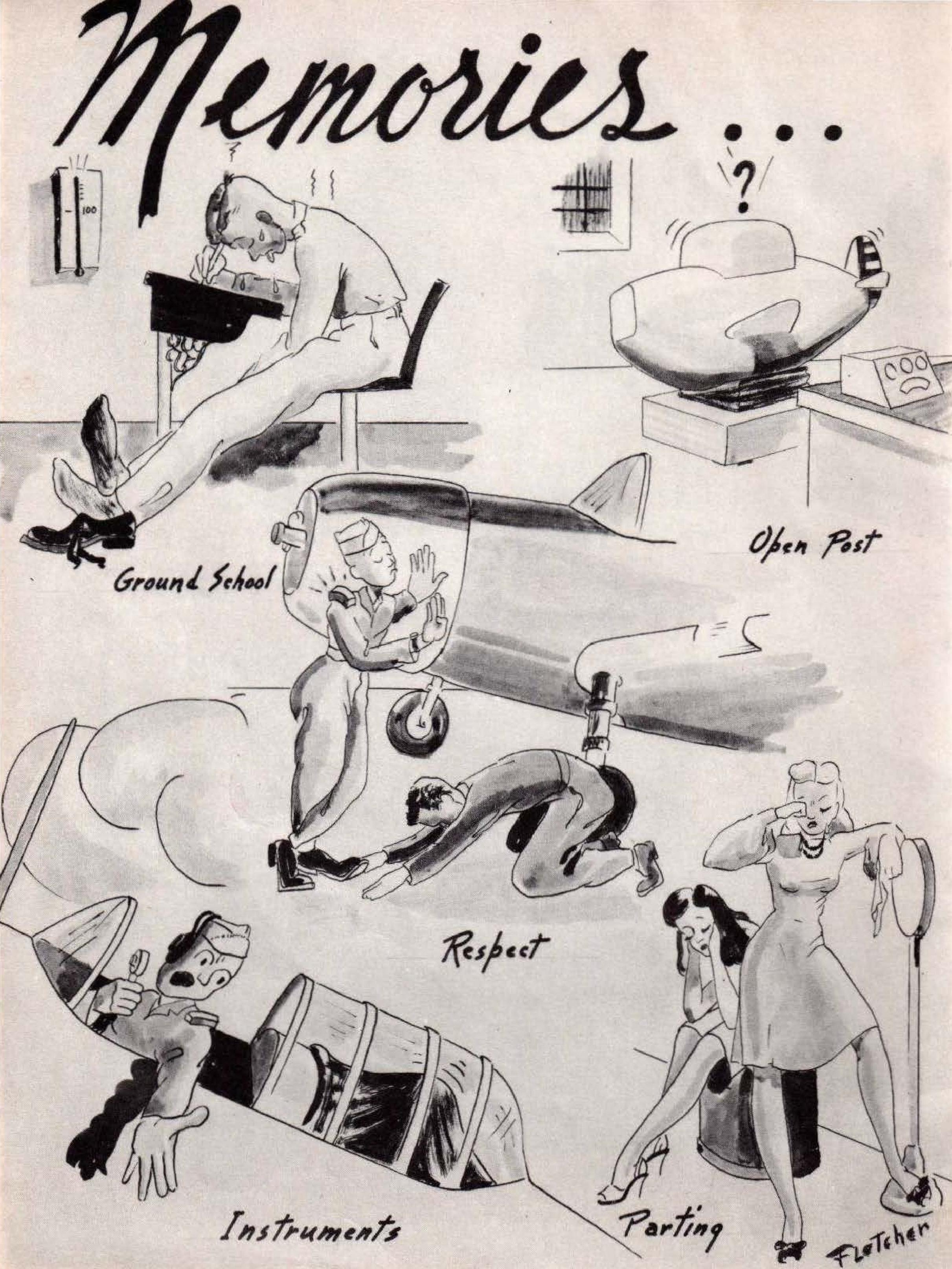
1942 – Amintiri - detaliu de comic art – Chico Arny Air Field, California, 1942 Classbook (page 32 crop)
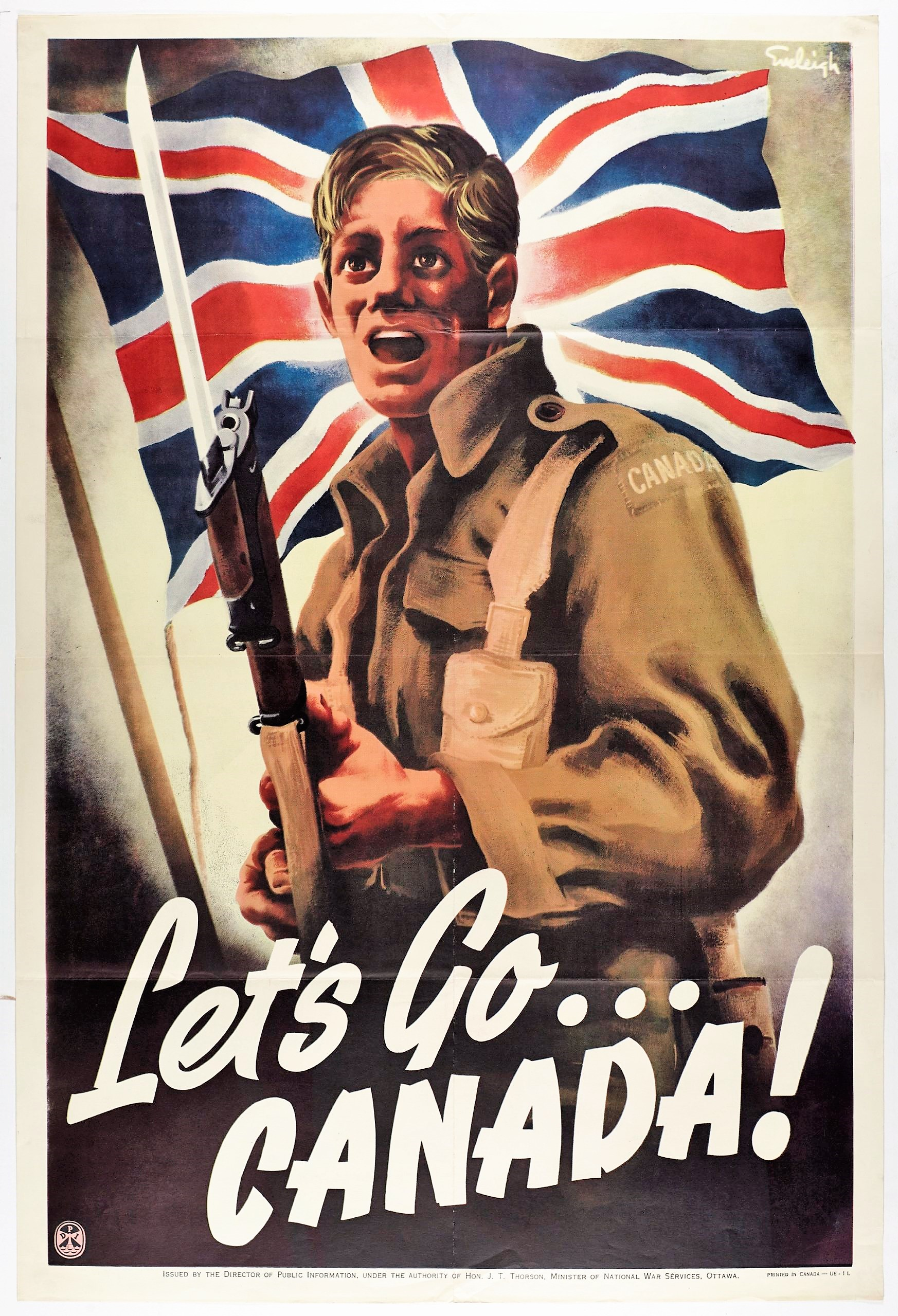
1942 – Hai, să megem, Canada! - (în engleză Let's Go Canada!) – poster de recrutare de Henry Eveleigh (1909 - 1999)
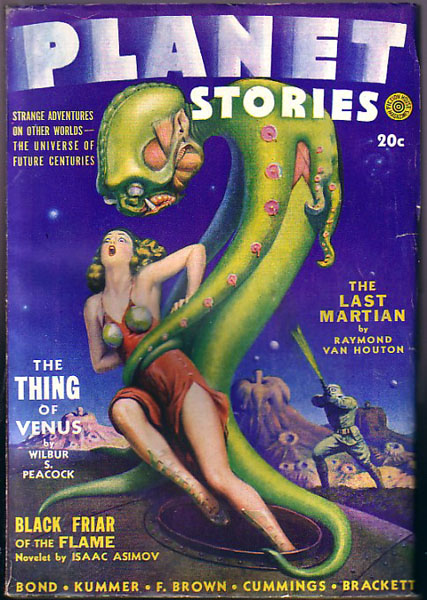
1942 – Coperta revistei de povestiri SF Planet Stories - primăvară, 1942
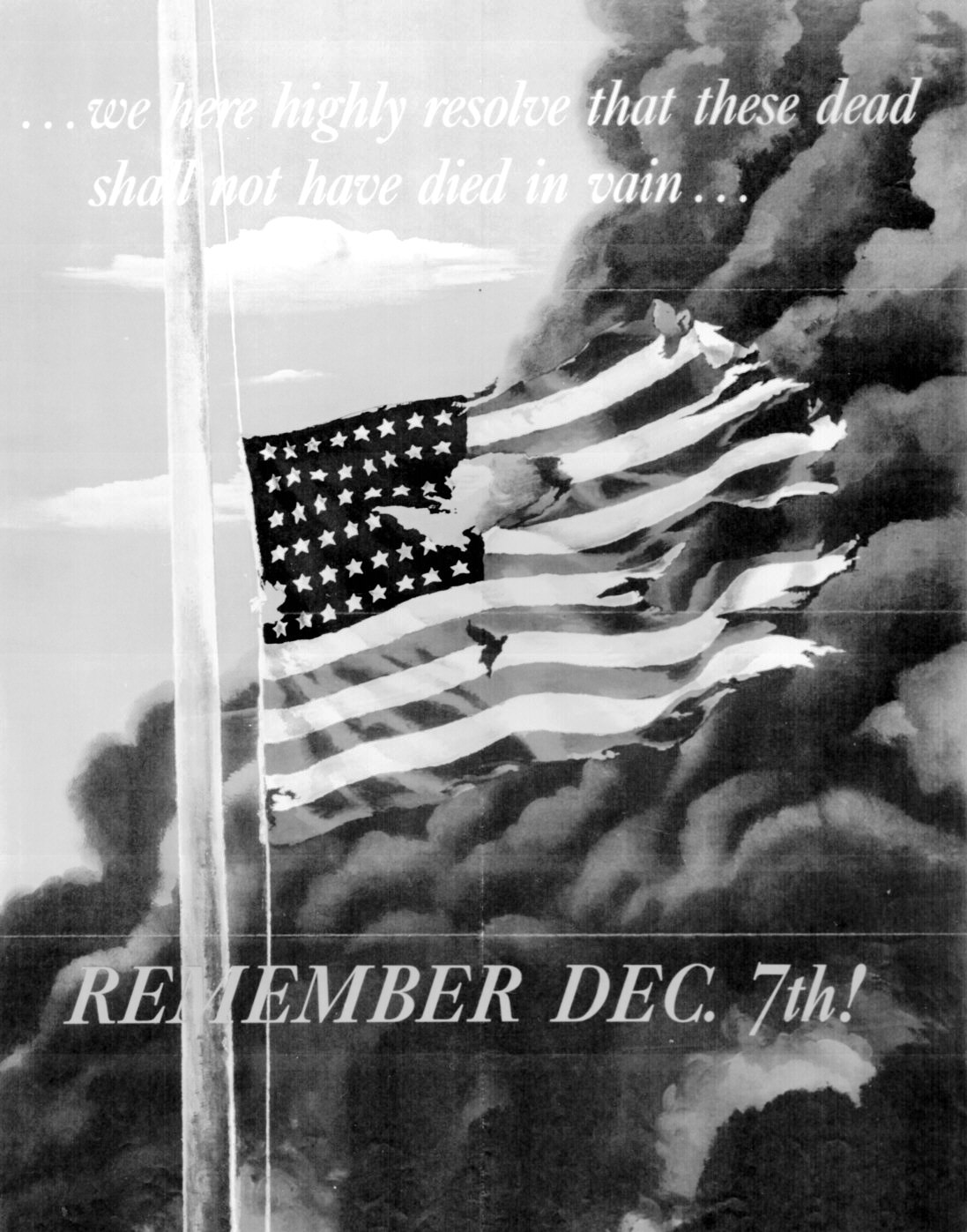
1942 – Poster despre Atacul de la Pearl Harbor (în engleză WW2 Pearl Harbor Resolve Poster)